# Ambohijanahary
Ambohijanahary is een plaats en commune in het oosten van Madagaskar, behorend tot het district Amparafaravola, dat gelegen is in de regio Alaotra-Mangoro. Tijdens een volkstelling in 2001 telde de plaats 27.707 inwoners.
De plaats biedt naast lager onderwijs ook middelbaar onderwijs aan. 95 % van de bevolking werkt als landbouwer en 1 % houdt zich bezig met veeteelt. Het belangrijkste landbouwproduct is rijst; andere belangrijke producten zijn bananen en maniok. Verder is 4% actief in de dienstensector.